# Rastellum pająków

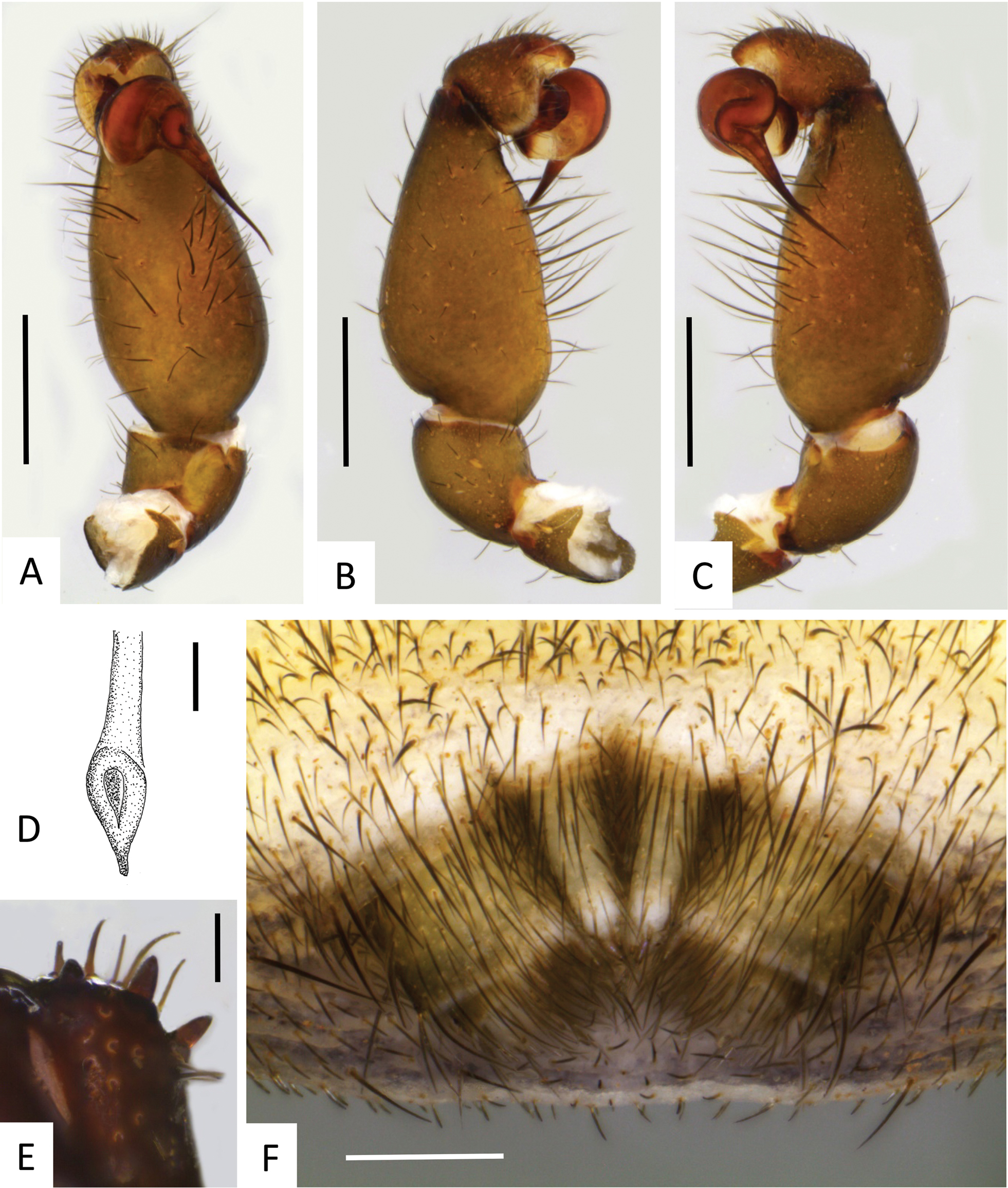
Anatomia Missulena harewoodi; rastellum lewego szczękoczułka na ilustracji E

Rastellum – element anatomiczny na szczękoczułkach niektórych pajęczaków z rzędu pająków. 
Rastellum miewa formę szeregu lub łaty ze sztywnych i krótkich szczecinek, szeregu lub grupy kolców czy też zaopatrzonych w kolce guzka, wyrostka lub listwy. Służy do kopania w podłożu norek.